# Hans Schlegel
Pour les articles homonymes, voir Schlegel.
Hans Schlegel, né à Überlingen (Allemagne) le 3 août 1951, est un spationaute de l'Agence spatiale européenne (ESA).
Il est marié avec la pilote, médecin et candidate astronaute Heike Walpot.

## Biographie

### Études
Schlegel a grandi dans le Bensberg (aujourd'hui Bergisch Gladbach) (Rhénanie du Nord-Westphalie). Au gymnasium, il effectue un échange scolaire aux États-Unis, où il est diplômé de la Lewis Central High School en 1969 dans l'Iowa. Un an plus tard, il est diplômé de son gymnasium à Cologne.
Schlegel effectue alors son service militaire. Il est volontaire pour l'armée et sert avec les parachutistes. Il devient commandant de compagnie et quitte l'armée avec le grade de lieutenant en 1972. Il reste néanmoins réserviste.
Schlegel s'inscrit à l'université d'Aix-la-Chapelle en 1972 et y étudie la physique. Après avoir obtenu son diplôme en 1979, il reste à l'université. Il y travaille comme assistant de recherche dans le domaine de la physique des solides.

### Carrière d'ingénieur
Après sept ans à l'université, Schlegel retourne dans le Bade-Wurtemberg et travaille à l'Institut Dr. Foerster GmbH à Reutlingen. Au sein de cette entreprise spécialisée dans le domaine de l'assurance qualité de l'industrie métallurgique, il travaille dans le département de recherche et de développement. Il se spécialise dans le contrôle non-destructif.

## Activités de spationaute

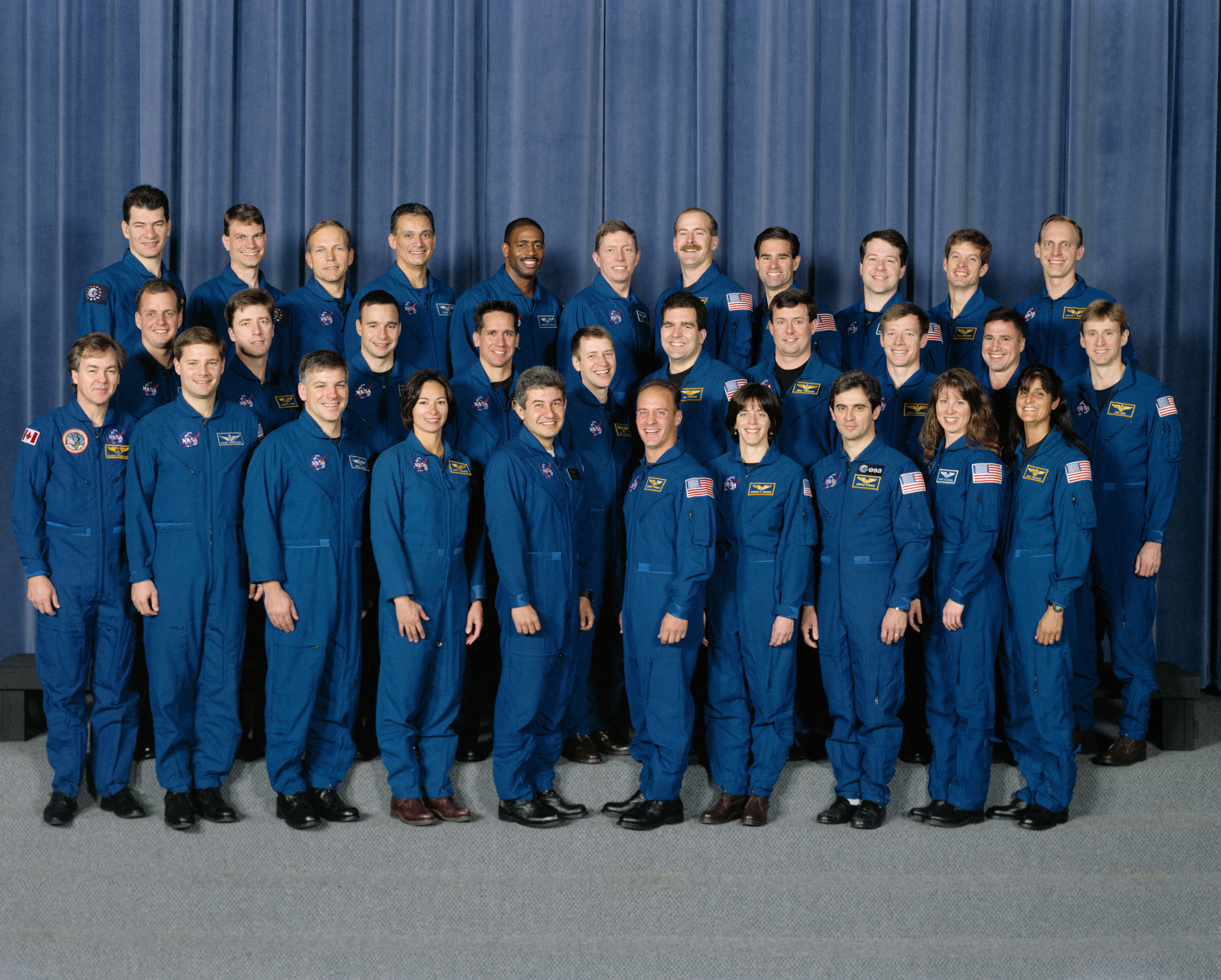
Candidats astronautes, 1998

### Carrière à l'Agence spatiale allemande
Schlegel a été sélectionné comme astronaute par l'Agence spatiale allemande dans le groupe DLR-2 en 1987. Il s'envole pour sa première mission, STS-55 à bord de la navette spatiale Columbia du 26 avril au 6 mai 1993. Près de 90 expériences dans les domaines des sciences de la vie, des sciences des matériaux, de la physique, de la robotique, de l'astronomie et de l'observation de la Terre et de son atmosphère ont été menées au cours de cette mission Spacelab D2.
Il fut dans les 25 finalistes de la sélection 1991 de l'ESA, parmi 61 candidats européens, dont 5 allemands. 
En 1995, l'Allemagne et la Russie signent un accord permettant à un astronaute allemand de séjourner sur la station spatiale Mir. Schlegel et son collègue Reinhold Ewald se préparèrent à partir de l'automne 1995 pour la mission dans la « Cité des étoiles » près de Moscou. Ewald a ensuite été assigné à la mission MIR '97 et a décollé à bord du Soyouz TM-25 en février 1997, tandis que Schlegel est sa doublure.
Après MIR '97, Schlegel est resté en Russie, s'est entraîné avec des cosmonautes dans les simulateurs et a reçu le certificat de "second ingénieur de vol" de l'agence spatiale russe en janvier 1998. 

### Carrière à l'ESA
En 1998, le corps des astronautes allemands du DLR a été intégré au corps des astronautes européens et depuis lors, Schlegel, comme les autres astronautes allemands, est employé par l'Agence spatiale européenne (ESA).
L'ESA a immédiatement envoyé Schlegel aux États-Unis. Avec le Français Eyharts et les deux Italiens Nespoli et Vittori, il participe à partir d'août 1998 à une formation de spécialiste de mission au Johnson Space Centre. La délégation de l'ESA s'est entraînée avec le 17e groupe d'astronautes de la NASA et a passé ses certifications au bout de deux ans.
Schlegel est ensuite resté aux États-Unis et a continué à travailler au sein du bureau des astronautes au Johnson Space Centre. Il a d'abord travaillé au sein du département Station spatiale internationale. À partir de 2002, il devient responsable des communications radio avec les équipages de l'ISS (CapCom).
Il participe à la mission STS-122 à bord de la navette spatiale Atlantis du 7 février 2008. La mission vise à installer le laboratoire européen Columbus. Il tombe malade à bord dès le premier jour de la mission ce qui l'empêche de faire une sortie dans l'espace. Il est remplacé par Stanley Love. Il réalise cependant la seconde extravéhiculaire le 13 février 2008 afin de préparer le laboratoire spatial pour ses expériences scientifiques et de remplacer un réservoir d'azote vide sur la poutrelle P1 de la station. 

## Galerie

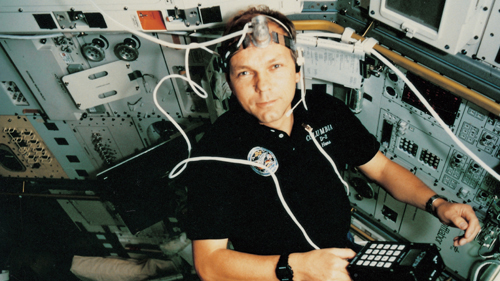
Lors de sa première mission en 1993,  Schlegel participe à l'expérience AR-TISSU pour d'étudier l'épaisseur et la stabilité des tissus dans des conditions de microgravité.
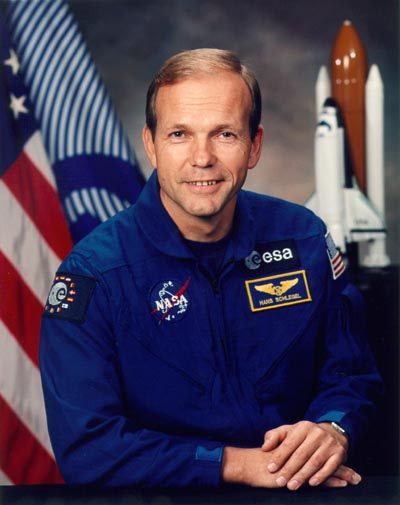
Photo oficielle lors de la sélection 17 d'astronautes de la NASA.
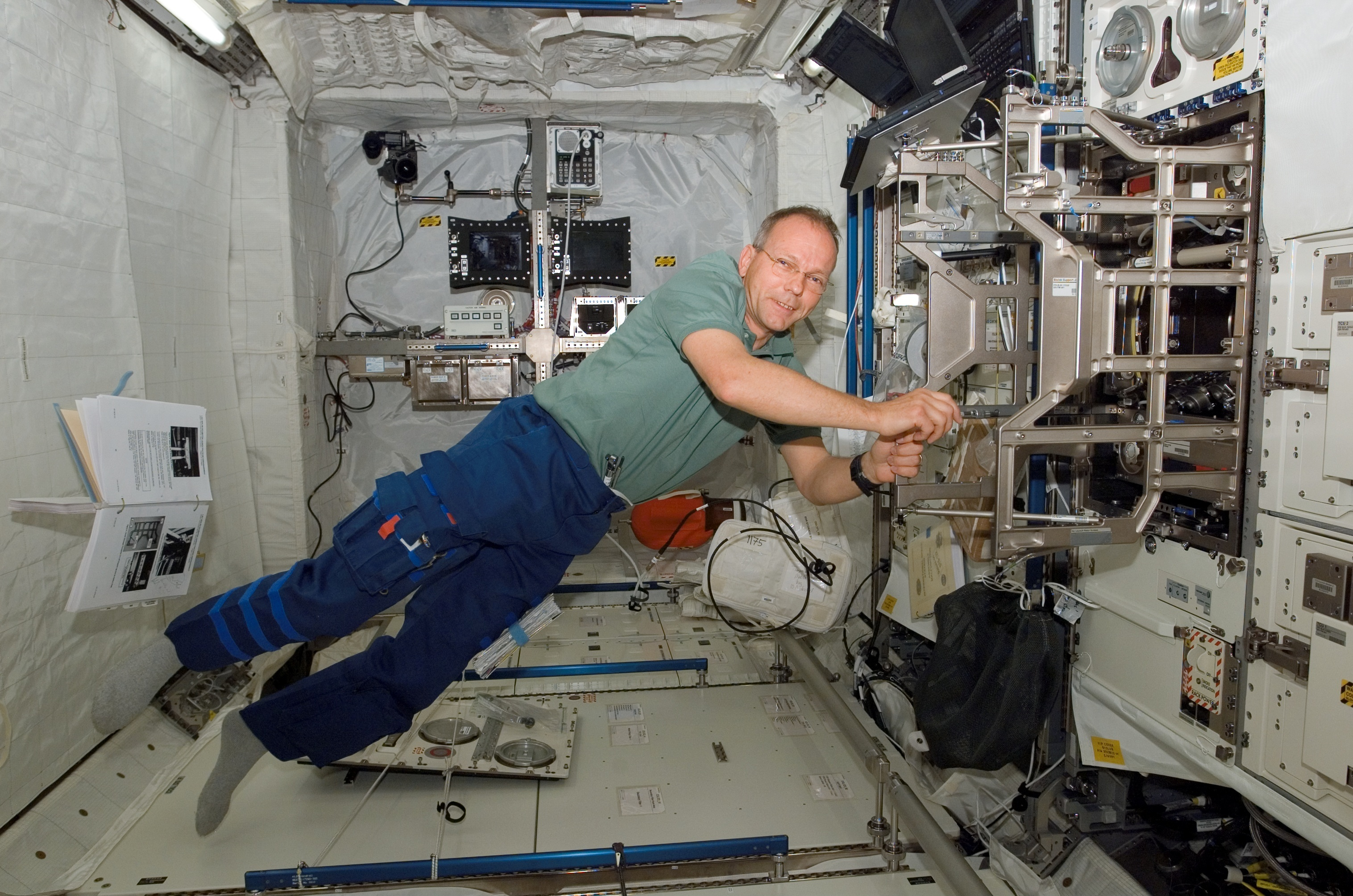
Lors de sa seconde mission, pendant la mise en route du laboratoire européen Columbus.
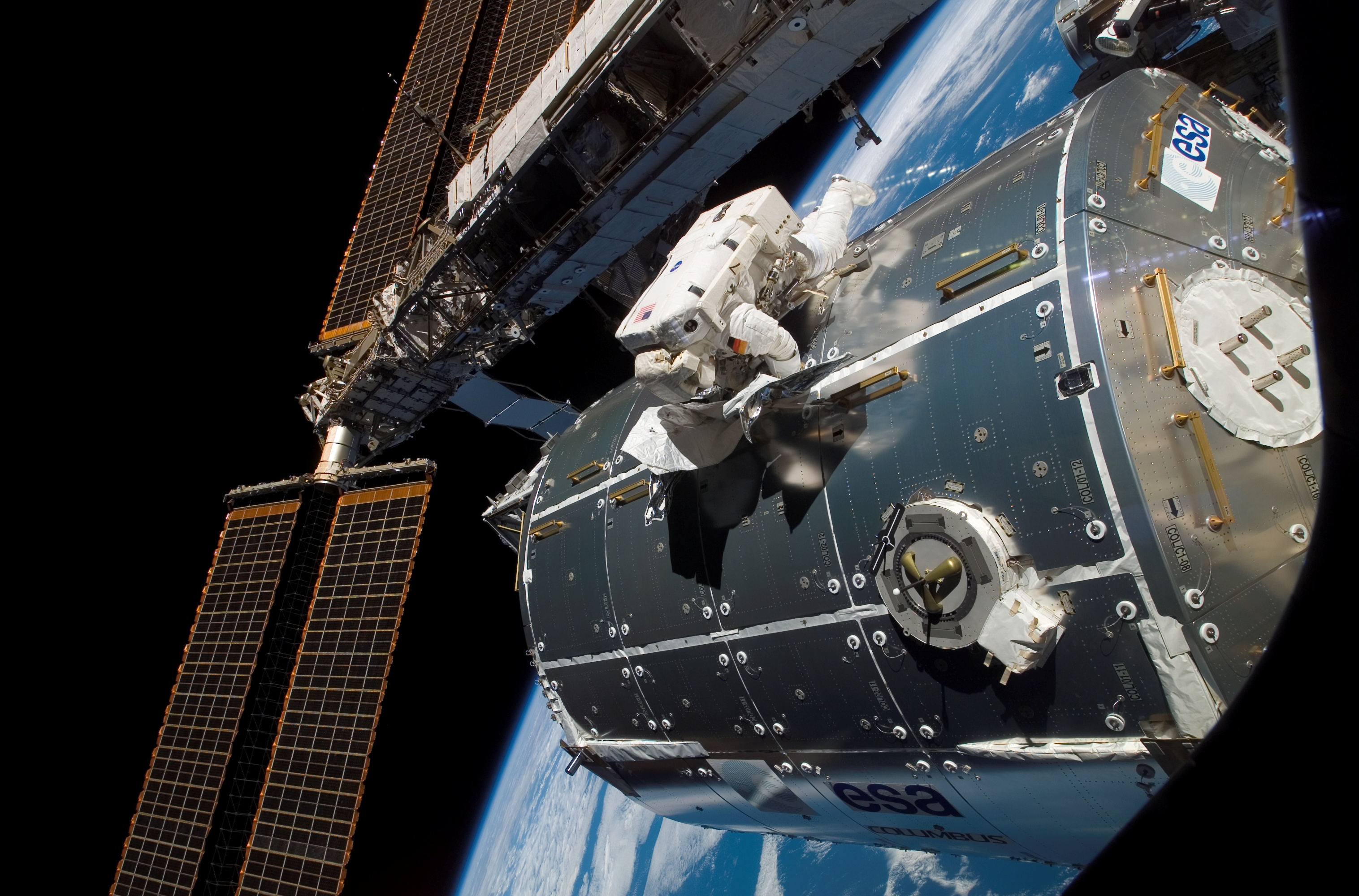
Lors de sa sortie extravéhiculaire, au travail sur le module européen Columbus en 2008.